# Široký vrch
Široký vrch är en kulle i Tjeckien.   Den ligger i regionen Ústí nad Labem, i den norra delen av landet, 90 km norr om huvudstaden Prag. Toppen på Široký vrch är 586 meter över havet.
Terrängen runt Široký vrch är kuperad söderut, men norrut är den platt.Runt Široký vrch är det ganska glesbefolkat, med 48 invånare per kvadratkilometer. Närmaste större samhälle är Varnsdorf, 9,5 km öster om Široký vrch. I omgivningarna runt Široký vrch växer i huvudsak blandskog.